# 7 (عدد)

المسبع المنتظم هو شكل له 7 اضلاع

7 (سبعة) هو عدد صحيح يلي العدد 6 ويسبق العدد 8 وهو عدد طبيعي موجب، كما أنه عدد فردي

أولي. و هو كذلك رقم ورمز
العرض البصري:++++++ = 

## في الرياضيات
- 7 عدد سعيد
- 7 عدد يتكرر فيه رقم واحد في نظام العد الثنائي و نظام العد السداسي
- 7 يملك الكتابة الفريدة لمجموع 4 مربعات كاملة 1²+1²+1²+2²
- 7 يتعلق بالعدد المثالي 28 حيث 7 = 23-1 و 28 = 12−3(23-1)
- 7 أول عدد كارول أولي (من النموذج: {\displaystyle (2^{n}-1)^{2}-2}), العدد الكارول الأولي التالي هو
- 7 رابع عدد أولي تشن(p عدد أولي, و p+2 عدد أولي أو شبه أولي). العدد الأولي تشن التالي يساوي 11
- 7 و 5 عددان أوليان توأم. (7 , 4) و (11,7) زوجا أعداد اولية ذا قرابة
- 7 رابع عدد أولي جمعي (بالإنقليزية : Additive primes) في نظام العد الثنائي و الخماسي و السداسي والثماني... أي أن مجموع أرقامه عدد أولي أيضا. العدد التالي هو 11
- 7 عدد أولي كوبي (من الصيغة : {\displaystyle p={\frac {x^{3}-y^{3}}{x-y}}}) العدد التالي هو 19
- 7 عدد ميرسين مزدوج العدد التالي هو 127. حتى عام 2011 لم يتم التعرف سوى على أعداد ميرسين مزدوجة رقم آحادها 7 في نظام العد العشري. 7, 127, 2147483647, 170141183460469231731687303715884105727
- 7 عدد أولي اقليدي (من النموذج pn# + 1)
- 7 رابع عدد أولي عاملي (من النموذج 22n + 1.) العدد التالي هو 23
- 7 عدد أولي ثري (بالإنقليزية : fortunate number)
- 7 ثان عدد أولي غوسيان (من النموذج 4n + 3)
- 7 رابع عدد أولي هيج (p اولي و²(p-1) قاسم لجذاء الأعداد الأولية هيج التي تسبقه -2, 3, 5- )
- 7 عدد أولي كينيا (من النموذج (2n + 1)2 − 2)

- 7 قاسم لـ999 999 و 888 888 و 777 777 و 666 666 و 555 555 ...

## الرقم سبعة في الإسلام
1. خلق الله تعالى الكون في ستة أيام وفي اليوم السابع على العرش استوى.[2]
2. خلق الإنسان في سبعة أطوار.[3]
3. عدد طبقات السماء.[4][5]
4. عدد طبقات الأرض.[4][5][6]
5. أبواب النار.[7]
6. أبرهة الحبشي الذي حاول هدم الكعبة بجيش تقدمته سبعة أفيال.
7. الطواف حول الكعبة.
8. السبع الموبقات.

1. السعي بين الصفا والمروة.[8]
2. يأمر الرسول بالصلاة عند سن السابعة.[9]
3. أنواع الشهداء.
4. سورة الفاتحة مكونة من سبع آيات.
5. عدد الجمرات التي يرمى بها في الحج.[10]
6. سبعة يظلهم بظله يوم القيامة.[11]
7. «لا إله إلا الله محمد رسول الله» الشهادة تتكون من سبعة كلمات.
8. تكبيرات العيدين سبعاً في الأولى.

### الرقم سبعة في القرآن الكريم
ذُكر الرقم سبعة في القرآن الكريم على عدة أوجه، فقد ذُكر لفظ (سبع) 18 مرة، وذُكر لفظ (سبعاً) مرتان، وذُكرت (سبعة) 4 مرات، ومجموع عدد مرات الذكر هذه 24 مرة. ولعله بذلك أكثر الأرقام ذكراً في القرآن بعد الرقم واحد. لكنه في المقابل لم يُذكر في صورة المقلوب سُبع (17) مثله في ذلك مثل الرقم 9.

## الرقم سبعة في البوذية
1. الأفيال السبعة حارسة معبد الإله المقدسة حسب العقيدة البوذية القديمة.
2. بوذا خطا سبع خطوات عند مولده ثم سار سبع سنين بحثاً عن الحقيقة حتى وجدها في زهرة اللوتس المقدسة ذات السبع ورقات والتي يتخذها البوذيون رمزاً للتفاؤل.

## الرقم سبعة لدى المصريين القدماء
1. هرم سقارة المُدرج سبعُ درجات.
2. أيامُ الخلق سبعة.
3. سلّم الصعود إلى عرش الإله سبعة.
4. رقم سبعة رمز الأبدية لدى المصريين القدماء.

## الرقم سبعة في العلم
1. عدد أيام الاسبوع.
2. عجائب الدنيا.
3. ألوان طيف المطر.
4. عدد البحار سبعة.
5. عدد القارات سبعة.
6. المعادن الرئيسية في الأرض.
7. توجد(7)أنواع أساسية من النجوم.
8. هناك (7)مستويات مدارية للإلكترون.
9. للضوء المرئي (7)ألوان.
10. (7) اشعاعات للضوء غير المرئي.
11. تهاجر الطيور بسرب على شكل (7)
12. أبواب مدينة القاهرة التاريخية سبعة.
13. أبواب مدينة دمشق التاريخية سبعة.
14. الأهرامات مبنية بشكل هندسي يتخلله الرقم سبعة.

## أعمال فنية
هناك العديد من الأعمال الفنية التي تحمل الرقم سبعة مثل:
| - السبعة الرائعون - الساموراي السبعة - سبع دقائق إلى منتصف الليل - سنو وايت والأقزام السبعة | - السبع بنات - جحا والسبع بنات - أبواب الليل السبعة | - ألوان السما السبعة - سبعة مستوحى من الخطايا السبع المميتة - 7 أيام في الجنة |

- الخطايا السبع المميتة (مانغا)

### مسلسلات
| - العطار والسبع بنات - السبع وصايا - سبع عيون - الأخطاء السبعة | - عيلة سبع نجوم - جادة سبعة - سبع صنايع - مختار السبع بحرات | - بوكريم برقبته سبع حريم - سبعة وجوه للحقيقة - فندق سبع نجوم |

### مسرحيات
- سبع صنايع
- التوائم السبعة
- أيام الإنسان السبعة
- سنووايت والاقزام السبعة

## في الثقافة الشعبية
في المغرب على سبيل المثال، يقال عن شخص يتغير حاله بتغير المواقف، أنه شخص ذو سبعة أوجه.